# Argiope minuta
Argiope minuta är en spindelart som beskrevs av Karsch 1879. Argiope minuta ingår i släktet Argiope och familjen hjulspindlar. Inga underarter finns listade i Catalogue of Life.

## Bildgalleri

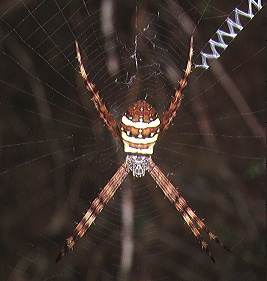